# Georges Dimeray
Georges Dimeray est un acteur suisse, né le 2 juin 1895 à Genève et mort le 14 août 1964 à Genève.

## Biographie
Georges Dimeray est né Gostkowski, Georges Vincent Stanislas, d'une famille de la noblesse polonaise originaire de Cracovie – ce qui lui valut, d'un ami facétieux, le surnom de « Roi de Pologne ». Daniel, son père, avait à cœur de lui faire faire de bonnes études : Institut Florimont à Genève, Saint-Michel à Fribourg où il décrocha le baccalauréat ès-lettres, et les Jésuites où il ne resta pas pour cause d'indiscipline. Envoyé apprendre l'allemand à Stuttgart, il s'enfuit à Paris. Ce qui lui valut de se faire couper les vivres.
Ayant appris très jeune à monter à cheval, Georges Dimeray fut engagé comme clown équestre au Cirque Médrano. Puis il obtint un contrat aux Folies Bergère, comme compère de revue. L'ayant remarqué, Harry Baur lui prodigua ses conseils avant de lui promettre une belle carrière de comédien. Après une période quelque peu floue, durant laquelle il joua à Paris plus de cent cinquante pièces de théâtre, comédies, vaudevilles, opérettes, etc., il fut engagé par Charles Baret pour ses grandes tournées. En 1925, il rentra à Genève soigner sa mère gravement atteinte de diabète. Elle mourut un an plus tard.
Il commença alors une riche carrière théâtrale à la Comédie de Genève, au Casino-Théâtre de Genève, au Théâtre des Célestins à Lyon, etc., ainsi qu'à la radio. Son activité cinématographique se résume à deux films, à Bâle et en Valais, mais il en tourna de nombreux pour la télévision romande.
Au début des années 1940, il rencontra Germaine Épierre (qu'il épousa en troisièmes noces en 1947), une comédienne mère d'une fillette de dix ans, sur les planches elle aussi. Le couple se fit remarquer en 1952 dans Merde, Vlà l'Hiver !, suivi de Merle, V'là l'Printemps !, deux sketches adaptés de Jehan-Rictus par Germaine Épierre pour le cabaret. Vu leur succès, ils furent joués durant plusieurs années dans différents cabarets à Lausanne, Genève, Lyon, Annecy, etc.
Les farces de Dimeray sont restées légendaires. Il était redoutable et redouté. S'il appréciait chez ses amis l'intelligence et la sensibilité, sa haine des snobs et son mépris pour les médiocres lui ont valu de solides inimitiés. Ce qui, après la guerre, eut une influence néfaste sur ses activités artistiques. Le couple tenta alors sa chance à Paris en automne 1947 et en revint déçu. 1948-49 fut une époque de vaches maigres due à cet opprobre. Elle prit fin grâce à Germaine qui affronta courageusement ceux qui leur nuisaient.
Georges Dimeray excellait dans l'art du grimage dont il connaissait toutes les ressources. Il en avait appris le secret lors d'une tournée à Saint-Pétersbourg avec Lucien Guitry, auprès du maquilleur de Fédor Chaliapine. Sa maîtrise lui permettait de modifier complètement son visage, qu'il métamorphosait en faciès étroit de Calvin ou en celui d'un empereur romain en passant par le clochard pouilleux. Sa composition pour le professeur Sérébriakov dans Oncle Vania de Tchekhov était, selon un critique, hallucinante. Lorsqu'il préparait un rôle, il observait l'aspect, le maintien, les travers, les tics et façons de s'exprimer de son prochain qu'il prenait pour modèle. Il s'identifiait totalement au personnage qu'il incarnait. Son chef-d'œuvre fut probablement Shylock dans Le Marchand de Venise de Shakespeare, en 1957.
Il mourut d'un infarctus le 14 août 1964,.

## Théâtre

### Années 1912-1929
- 1912-1913 : Cirque Médrano – Clown équestre
- 1913 à 1925 : Près de deux cents pièces (en un acte, opérettes, opéra-comique, revues, etc.), Paris
- 1919 : Revue : Tout est Chair, Paris
- 1920 : 
  - Revue : Eh bien dansons maintenant, Lons-le-Saulnier
  - La Passante, création, Tournées Charles Baret – Julien Maigriot
- 1922 : Revue : Toutes les Femmes, Palace, Paris
- 1923 : Revue : En pleine Folie, Folies Bergère, Paris
- 1925 : Revue : Pourvu que ça glisse, Casino-Théâtre, Genève
- 1926 : Revue : Ce que tu m'impressionnes (un acte), Casino-Théâtre, Genève

### Années 1930-1939
- 1930 : Le Chemineau, de Jean Richepin, Comédie de Genève – Toinet
- 1936 :
  - Aimé des Femmes, Comédie de Genève – Lapacaudière
  - Coriolan, de William Shakespeare, adapt. et trad. René-Louis Piachaud – un citoyen
- 1939 [1]:
  - Ménage d'automne, de Charlie Gerval et Alfred Penay, Casino-Théâtre (Fradel), Genève – Prince Gricha
  - Les Fâcheux, de Molière, Comédie de Genève – Damis
  - Le Cercle ou La Soirée à la mode (un acte), d'Antoine-Alexandre-Henri Poinsinet, Comédie de Genève – le médecin
  - Le Président Haudecoeur, de Roger Ferdinand, Comédie de Genève – abbé Margot
  - Le Petit Lord, de Jacques Lemaire, Frances Hodgson Burnett et Schurmann, mise en scène Étienne Hervier, Comédie de Genève – le comte de Dorincourt

### Années 1940-1949[1]
- 1940 :
  - Baignoire B, de Maurice Diamant-Berger, mise en scène Maurice Jacquelin, Comédie de Genève – Marc Dirier
  - Hamlet, de William Shakespeare, trad. Gustave Koeckert, Comédie de Genève – le roi Claudius
  - La Première légion (The First Legion), d'Emmet Lavery, version française Jean Sylvain, Comédie de Genève – Docteur Morel
  - Le Nid, d'André Birabeau, Comédie de Genève – Jolliès
  - Napoléon unique, de Paul Raynal, Comédie de Genève – Fouché
  - Une étoile nouvelle, de Sacha Guitry, Comédie de Genève – Robert Le Ganigou
  - Monsieur de Saint-Obin, d'André Picard et H. M. Harwood, mise en scène Maurice Jacquelin, Comédie de Genève – Laurent Courcel
  - Le Gentleman de l'Ohio, de George S. Kaufman, trad. Louis Thomas, création, Comédie de Genève – Joe Lehmann (le gangster)
  - Le Club des Loufoques, de Paul Armont et Marcel Gerbidon, Comédie de Genève – Dominique (l'un des trois loufoques)
  - Le Chemin des écoliers, d'André Birabeau, Comédie de Genève – Joseph Borge (le mari)
  - Le Veilleur de nuit, de Sacha Guitry, mise en scène Maurice Jacquelin, Comédie de Genève – le vieux monsieur
  - Mais ce n'est pas une chose sérieuse, de Luigi Pirandello, adapt. Mme Fulpius-Gavard, mise en scène Maurice Jacquelin, Comédie de Genève – Barranco
  - La Vie de Bohème, de Théodore Barrière et Henri Murger, Comédie de Genève – Chaumard
  - L'Aiglon, d'Edmond Rostand, mise en scène Maurice Jacquelin, Comédie de Genève – Marmont
- 1941 :
  - Pygmalion, de George Bernard Shaw, mise en scène Maurice Jacquelin, Comédie de Genève – Colombe (le voireux)
  - Gala romand : Le Rapide de Bucarest, de Rodo Mahert, mise en scène Maurice Jacquelin, Comédie de Genève – le clown
  - Le Barbier de Séville, de Beaumarchais, mise en scène Maurice Jacquelin, Comédie de Genève – Don Bazile
  - Pasteur, de Sacha Guitry, mise en scène Maurice Jacquelin, Comédie de Genève
  - Le Roi Lear, de William Shakespeare, adapt. René-Louis Piachaud, création, mise en scène Maurice Jacquelin, Comédie de Genève – Gloster
  - Les Sources vives, de Charlie Gerval et Alfred Penay, création, Casino-Théâtre (Fradel), Genève
  - Boléro, de Michel Duran, mise en scène Maurice Jacquelin, Comédie de Genève – le Docteur
  - On Demande un ménage, de Jean de Létraz, création avant Paris, mise en scène Maurice Jacquelin, Comédie de Genève – l'Ami
  - Le Procureur Hallers, d'Henri de Gorsse et Louis Forest (tiré du drame allemand de Paul Lindau Der Andere), mise en scène Édouard Vierne, Comédie de Genève – le gros Charles
  - Le Petit Poucet, de Camylle Hornung, d'après Charles Perrault, Comédie de Genève – l'Ogre
  - Détenue 72, de František Langer, adapt. Georges Duplain, mise en scène Maurice Jacquelin, Comédie de Genève – le Comédien
  - Le Pavillon brûle, de Steve Passeur, mise en scène Maurice Jacquelin, Comédie de Genève – le Directeur
  - Mamouret, de Jean Sarment, mise en scène Maurice Jacquelin, Comédie de Genève – le patron de l'auberge
  - L'École des Voisins, de Jean Montazel, création, mise en scène Maurice Jacquelin, Comédie de Genève – Pasquale, le vieux voisin
- 1942 :
  - C'est Moi qui ai tué le comte, de Max Viterbo et Marcel Dubois, Comédie de Genève – Policier
  - Arsène Lupin, de Maurice Leblanc et Francis de Croisset, mise en scène Maurice Jacquelin, Comédie de Genève – Inspecteur Guerchard
  - L'Âge de Juliette, de Jacques Deval, mise en scène Maurice Jacquelin, Comédie de Genève – l'oncle Édouard
  - La Femme en blanc, de Marcel Achard, mise en scène Maurice Jacquelin, Comédie de Genève
  - Le Pont de la Mandosse, de Paul Casetti, création, mise en scène Maurice Jacquelin, Comédie de Genève
  - La vie est un songe, de Pedro Calderón de la Barca, adapt. Gustave Koeckert, Comédie de Genève
  - Le Professeur d'anglais, de Régis Gignoux, mise en scène Maurice Jacquelin, Comédie de Genève
  - La Voix des Siècles (à l'occasion du bimillénaire de Genève), dir. Maurice Jacquelin, Grand-Théâtre de Genève – Jean Calvin
  - Une Jeune fille savait, d'André Haguet, mise en scène Maurice Jacquelin, Comédie de Genève
  - Amour quand tu nous tiens, de Maurice Hennequin et Romain Coolus, mise en scène Maurice Jacquelin, Comédie de Genève
  - Une nuit chez vous, Madame !, de Jean de Létraz, mise en scène Maurice Jacquelin, Comédie de Genève – le mari
  - Marie Stuart, reine d'Écosse, de Jean-Jacques Bernard, création avant Paris, Comédie de Genève
  - Chatterton, d'Alfred de Vigny, mise en scène Édouard Vierne, Comédie de Genève – le Quaker
  - Comme par miracle, de Marcel Rosset, création, Comédie de Genève – le « Soyeux »
  - Carrefour, de René Jeanne et Henry Bauche, création avant Paris, Comédie de Genève
  - Le Roi, de Robert de Flers, Gaston Arman de Caillavet et Emmanuel Arène, mise en scène Édouard Vierne, Comédie de Genève – le Ministre du Commerce
- 1943 :
  - L'Habit vert, de Robert de Flers et Gaston Arman de Caillavet, mise en scène Maurice Jacquelin, Comédie de Genève – Pinchet
  - Le Comédien et la Grâce, d'Henri Ghéon, mise en scène Maurice Jacquelin, Comédie de Genève – Dioclétien
  - L'Amant de madame Vidal, de Louis Verneuil, mise en scène Maurice Jacquelin, Comédie de Genève – Monsieur Vidal
  - Lorenzaccio, d'Alfred de Musset, adapt. François Fosca, mise en scène Maurice Jacquelin, Comédie de Genève
  - Au-delà de nos forces, de Bjørnstjerne Bjørnson, adapt. Charly Clerc, mise en scène Maurice Jacquelin, Comédie de Genève
  - Adrien, de Géo H. Blanc, (Gala de la pièce en un acte, quatre créations d'auteurs suisses), mise en scène Maurice Jacquelin, Comédie de Genève – Le Vieux du chalet
  - La Grande idée de Kid Bébert, de Paul Casetti, (Gala de la pièce en un acte, quatre créations d'auteurs suisses), mise en scène Maurice Jacquelin, Comédie de Genève – Le Manager
  - Pile ou Face, de Louis Verneuil, mise en scène Maurice Jacquelin, Comédie de Genève – de Varigny
  - Rajeunir, de Marcel de Carlini et Georges Dimeray, création, mise en scène des auteurs, scène du cinéma du Faubourg, Genève – le patient
  - Topaze, de Marcel Pagnol, Comédie de Genève – Topaze
  - Jedermann, de Hugo von Hofmannsthal, adapt. fr. Charly Clerc, mise en scène Alfred Penay, Parvis de la Cathédrale Saint-Pierre à Genève – le Débiteur (avec Léopold Biberti et Éléonore Hirt)
  - Polyeucte martyr, de Corneille, mise en scène Fernand Bercher, Parvis de la Cathédrale Saint-Pierre à Genève – Fabian
  - Jouvence, d'Henri Tanner, création, mise en scène Maurice Jacquelin, Comédie de Genève – Eusèbe (sage nonagénaire)
  - Noces de Sang, de Federico Garcia Lorca, mise en scène Maurice Jacquelin, Comédie de Genève – le Père
  - La Reine morte, d'Henry de Montherlant, mise en scène Maurice Jacquelin, Comédie de Genève – l'Amiral de la mer
  - Une Femme si douce, de Marcel Rosset, création, mise en scène Maurice Jacquelin, Comédie de Genève – l'oncle, M. Lehaumier
  - Les Frères Karamazov, adapt. Jacques Copeau et Jean Croué, d'après Fiodor Dostoïevski, mise en scène Maurice Jacquelin, Comédie de Genève, et tournée dès le 1er avril 1944 – Feodor Pavlovitch Karamazov (père), (avec Lucienne Cauvières, Germaine Montero et Gérard Oury)
  - L'Âne de Buridan, de Robert de Flers et Gaston Arman de Caillavet, Comédie de Genève – Lucien Versannes
- 1944 :
  - La Révolution a éclaté, de Rodo Mahert, création, Comédie de Genève – L'Archiduc (diplomate balkanique)
  - Deirdre des Douleurs, de John Millington Synge, adapt. fr. Marie Amouroux, mise en scène Maurice Jacquelin, Comédie de Genève – Conchubor
  - Le Mari modèle (An Ideal Husband), d'Oscar Wilde, adapt. trad. Maurice Oberli, Comédie de Genève – Lord Gaversham
  - Le Pavillon d'Asnières, de Charles Méré, d'après Georges Simenon, mise en scène Maurice Jacquelin, Comédie de Genève – Général Molotzov
  - Don Carlos, de Friedrich Schiller, trad. Gustave Koeckert, mise en scène Maurice Jacquelin, Comédie de Genève – Cardinal (le Grand Inquisiteur)
  - La Nuit des rois, de William Shakespeare, adapt. Théodore Lascaris, mise en scène Alfred Penay, Grand-Théâtre de Genève – Sir Tobie (Sir Thomas Belem)
  - Rendez-vous romantique, d'Alfred Penay et Charlie Gerval, Galas du Vieux-Genève, Cour du Collège (en plein air) – Rodolphe Toepffer
  - Le Roi Pausole, d'Albert Willemetz, d'après le roman de Pierre Louÿs, musique Arthur Honegger, mise en scène Jean Montazel, Kursaal, Genève – L'aubergiste
  - Monsieur de Pourceaugnac, de Molière, Galas du Grand-Théâtre, Grand-Théâtre de Genève
  - Messieurs les ronds-de-cuir, de Robert Dieudonné et Raoul Aubry, d'après Georges Courteline, Gala littéraire et dansant, 75e anniversaire des Commis de Genève, mise en scène Maurice Jacquelin, Comédie de Genève – père Soupe
  - Madame Bovary, de Gustave Flaubert, adapt. Gaston Baty, mise en scène Maurice Jacquelin, Comédie de Genève – pharmacien Homais
  - Père, d'Édouard Bourdet, Comédie de Genève – Raymond
  - Le Revizor, de Nicolas Gogol, adapt. inédite d'Alfred Gehri, trad. Olga Gehri, mise en scène Maurice Jacquelin, Comédie de Genève – directeur établissement de bienfaisance
  - Madame Quinze, de Jean Sarment, mise en scène Maurice Jacquelin, Comédie de Genève – de Fontenoy (le vieux soldat)
  - Électre, de Jean Giraudoux, mise en scène Maurice Jacquelin, Comédie de Genève – Egisthe (avec Éléonore Hirt et Gérard Oury)
  - Napoléonette, d'André de Lorde et Jean Marsèle, d'après le roman de Gyp, mise en scène Maurice Jacquelin, Comédie de Genève, Prologue – Colonel
- 1945 :
  - Les Flambeaux, d'Henry Bataille, mise en scène Maurice Jacquelin, Comédie de Genève – Professeur Bouguet
  - La Fleur d'oranger, d'André Birabeau et Georges Dolley, mise en scène Maurice Jacquelin, Comédie de Genève – Procureur Le Hochet
  - Leçon de Choses, de William Peloux, Gala de la pièce en un acte (trois créations), Comédie de Genève
  - Le Feu de Satan, d'Henri Mugnier, création, mise en scène Maurice Jacquelin, Comédie de Genève – de Sillac
  - Cantique des cantiques, de Jean Giraudoux, création à Genève, Gala des mains tendues org. par Radio-Genève pour le Don Suisse, Grand-Théâtre de Genève – le Gérant
  - Faisons la Foire, revue de Charlie Gerval et Alfred Penay, Théâtre de 9 Heures à l'Hôtel Beau-Rivage, Genève – Joseph Staline
  - Ris donc, Palace, revue de Ruy Blag, mise en scène William Jacques, Théâtre de 9 Heures à l'Hôtel Beau-Rivage, Genève – un Homme sourd
  - Jules César, de William Shakespeare, trad. Jacques Copeau et Suzanne Bing, Théâtre du Château à Lausanne – Cassius
  - Emily Brontë, de Mme Simone (d'après les documents de Gaston Baty), Comédie de Genève – John Brontë
  - La Marguerite, d'Armand Salacrou, Comédie de Genève – le vieil aveugle
  - Le Barbier de Séville, de Beaumarchais, Comédie de Genève – Don Bazile
  - La Comédie du bonheur, de Nicolas Evreïnoff, Comédie de Genève – le Comique
  - La Caverne des grands voleurs, d'Alfred Gehri, création, mise en scène Maurice Jacquelin, Comédie de Genève – Jean-Nicolas Pache
  - Le Rosaire, d'André Bisson, d'après Florence Barclay, Comédie de Genève – le Duc
- 1946 :
  - L'Assemblée des femmes, d'Aristophane, Comédie de Genève – Blepyros, mari de Prayagona
  - La Girouette du village, d'Adolphe Poujol, (un acte), Comédie de Genève
  - Le Malentendu, d'Albert Camus, Comédie de Genève – le domestique muet
  - Le Voyage de monsieur Perrichon, d'Eugène Labiche, Comédie de Genève – Majorin
  - La Tendre aventurière, de Jean de Létraz, Comédie de Genève – Edgard Joliquet
  - Un Jour bénéfique, d'Alfred Gehri, Casino-Théâtre de Morges et tournée en Suisse
  - Prométhée enchaîné, d'Eschyle, trad. André Bonnard, Amphithéâtre d'Avenches (en plein air) – L'Océan (avec Stéphane Audel)
- 1949 :
  - Chacun sa vérité, de Luigi Pirandello, mise en scène Abel Jacquin, Comédie de Genève – M. Agazzi
  - Le Train fantôme, d'Arnold Ridley, adapt. Henry d'Erlanger, Les Comédiens Associés, Théâtre de la Cour Saint-Pierre, Genève – Paul Hodkin, le chef de gare

### Années 1950-1959
- 1950 :
  - La Paix, d'Aristophane, adapt. François Porché, dir. Georges Dimeray et Paul Herbier, assist. mise en scène Germaine Épierre, Les Comédiens Associés, Théâtre de la Cour Saint-Pierre, Genève - Trygée
  - Nous irons à Valparaiso, Comédie de Genève – La Hire, avocat général
- 1951 : Les Vivants, d'Henri Troyat, Comédie de Genève – Ripamonti
- 1952 : Deux Sans z'un en 1900 : Merde V'là l'hiver !, de Germaine Épierre (sous le nom de Germaine Gostowska), d'après Jehan-Rictus, Cabaret Jean Michel à Lausanne – Jacquemard, le clochard
- 1953-1957 : Merle ! V'là l'printemps, de Germaine Épierre, d'après Jehan-Rictus, Cabaret Jean Michel à Lausanne, Port Gitana à Genève, cabarets divers en Suisse romande – Jacquemard, le clochard
- 1954 : Corruption au Palais de Justice, Comédie de Genève – le juge Croz
- 1954-1955 : La Cinquantaine, de Georges Courteline, cabarets divers, Casino d'Annecy, Salle communale de Plainpalais à Genève, Renens, etc.
- 1955 :
  - Oncle Vania, d'Anton Tchekhov, Comédie de Genève – professeur Serebriakov
  - Les Nouveaux du 6e étage, d'Alfred Gehri, une reprise à la Comédie de Genève – Marcenac
- 1956 :
  - Guten Tag, Gutenberg ! de Jacques Aeschlimann, mise en ondes Marcel Merminod, Radio-Lausanne
  - La Folle de Chaillot, de Jean Giraudoux, Comédie de Genève
  - La Parisienne, d'Henry Becque, Comédie de Genève
  - L'Alouette, de Jean Anouilh, Comédie de Genève – Évêque Cauchon
- 1957 :
  - Le Marchand de Venise, de William Shakespeare, adapt. René-Louis Piachaud, Comédie de Genève – Shylock
  - La Cerisaie, d'Anton Tchekhov, Comédie de Genève – Pitchick
- 1957-1958 : Les Misérables, de Victor Hugo, adapt. et mise en scène Henri Lesieur, Théâtre des Célestins à Lyon, Comédie de Genève – Thénardier (avec Jean Davy dans le rôle de Jean Valjean)
- 1958 :
  - Le Bossu, de Paul Féval, adapt. Jacques Béranger, mise en scène Charles Gantillon, Grand-Théâtre de Genève, Théâtre des Célestins à Lyon – Cocardasse
  - Un Somptueux vertige, d'Anna Bonacci, adapt. André Verly, Comédie de Genève – le vieux professeur, le mari
- 1959 :
  - La Fournaise, de Jacques Aeschlimann, mise en ondes Marcel Merminod, Radio-Lausanne
  - Lady Godiva, de Jean Canolle, Casino-Théâtre, Genève – Comte Leofric
  - La Farce des joyeuses commères, adapt. René-Louis Piachaud de Les Joyeuses Commères de Windsor de William Shakespeare, mise en scène William Jacques, Comédie de Genève - Falstaff

### Années 1960-1964
- 1960 : L'Arlésienne, d'Alphonse Daudet, Comédie de Genève - Balthazar
- 1961 : Richard III, de William Shakespeare, mise en scène François Simon, Théâtre de Carouge, Comédie de Genève (en collaboration) – Lord Astring
- 1963 : 
  - Ces Dames aux chapeaux verts, de Germaine Acremant, Port-Gitana à Genève, et tournée – l'abbé
  - Baby Hamilton, d'Anita Hart et Maurice Braddell, Comédie de Genève
- 1963-1964 : Madame Sans-Gêne, de Victorien Sardou, mise en scène André Talmès, Grand-Théâtre de Genève, avec le soutien de la Comédie de Genève – Arnault (avec Sophie Desmarets)
- 1964 : Arsenic et Vieilles dentelles, de Joseph Kesselring, adapt. Pierre Brive, Théâtre des Célestins à Lyon

## Filmographie

### Télévision Romande[2]
- 1956 :
  - Carrefour, télé-drame en 2 temps de Paolo Lévi
  - Bichon, de Jean de Létraz, en direct – le père
- 1957 :
  - Simple police
  - À la Bonne Blague, d'Alfred Gehri, téléfilm
- 1958 : Johnny Belinda, une pièce d'Elmer Harris
- 1960 : La Fontaine d'Aréthuse, d'André Béart, d'après le roman de Maurice Zermatten, téléfilm, diffusions 1960-1961-1965 – Lévy Timembart
- 1960-1961 : P'tit Loup, de Samuel Chevallier, série télévisée, participation à trois des épisodes, réalisateur André Béart – Gabion
- 1964 :
  - Le petit garçon, d'après le roman de Jean Violette, rediffusion en 1967
  - Force de Loi, d'après la pièce d'Henri Debluë, diffusion en 1967 et rediffusion en 1990

### Cinéma
- 1939 :  Farinet ou L'Or dans la montagne , de Max Haufler – Cdt Théodore de Sépibus
- 1946 : Pétrus, de Marc Allégret – le bijoutier

## Distinction
Officier d’Académie française